# Svappavaara
Svappavaara (em sueco: Svappavaara  OUÇA A PRONÚNCIA, em lapão do Norte: Veaikevárri, em meänkieli Vaskivuori; ) é uma localidade mineira da Suécia, situada na província histórica da Lapónia.

Tem cerca de 408 habitantes (2020), e pertence à comuna de Kiruna, no condado de Norrbotten.

Está localizada a 35 km a sudeste da cidade de Kiruna.

Svappavaara conta hoje em dia com uma das principais fábricas de pelotas de minério de ferro do mundo, produzidas com minério extraído no campo mineiro da região.

Em redor da localidade, existe um campo mineiro denominado Svappavaarafältet, com um grande jazigo de ferro e sulfuretos, o qual foi um importante local de extração de cobre, nos séculos XVII e XVIII, e de ferro, desde o século XVIII.